# Antonio Blancas
Antonio Blancas Laplaza (Madrid, 13 de marzo de 1939 - Valencia, 14 de enero de 2022)fue un barítono español.

## Vida y carrera
Aunque nació en Madrid, a la edad de once años se traslada con su familia a Río de Janeiro, donde residen durante dos años; allí, se presenta a un concurso de dibujo para jóvenes de entre doce y quince años, en el Teatro Municipal, obteniendo el primer premio, el segundo y el premio especial al que hiciese un dibujo delante del tribunal.
Se trasladan posteriormente a Montevideo, en donde inicia sus estudios musicales y vocales al manifestar una gran afición por la música y el canto lírico. En la capital uruguaya realizó sus estudios musicales junto a la soprano Raquel Adonaylo. Debuta a los veinte años de edad en el Teatro Solís, interpretando al noble libertino protagonista de la ópera Don Giovanni, de Mozart, e inmediatamente después actúa en la ópera-zarzuela Maruxa, del Maestro Vives, iniciando así su relación con la música de la zarzuela.
En Uruguay contrajo matrimonio en 1963 con la cantante de ópera española Ángeles Gulín, y juntos volvieron a Europa, requeridos por directores de ópera principalmente en Alemania, Italia y España. Fruto de su primer matrimonio nació en 1966 en Alemania, donde residían entonces, su hija, Ángeles Blancas. Viudo en 2002, en 2008 en Río de Janeiro, Brasil, conoció a la empresaria brasileña Eliane Hottum Alves, con quien en 2009 contrajo su segundo matrimonio en Madrid; juntos, se mudaron a Valencia en 2012, donde él pasó el resto de su vida junto a su esposa.
En 1970 debutó en el Teatro de la Zarzuela de Madrid con Madama Butterfly. Fue el comienzo de una larga carrera artística ligada a la zarzuela, en la que interpretó y grabó diversas obras como La Gran Vía, La del manojo de rosas, Pepita Jiménez y La zapaterita.
Debutó en La Fenice (Venecia, 1968) e interpretó, entre otros, papeles como Scarpia, Escamillo, Simone y Giorgio Germont.
Intervino en diversos estrenos mundiales, entre ellos El poeta (1980), de Federico Moreno Torroba, que protagonizó Plácido Domingo, y Edipo y Yocasta (1986), de Josep Soler, en el Gran Teatro del Liceo.
Fue profesor en la Escuela Superior de Canto de Madrid (1982) y director de esta institución (1988) durante más de veinte años.
Su abuelo fue el pintor y escenógrafo Julio Blancas y Ruiz (1867-1927), que realizó escenografías para los teatros más importantes de la ciudad de Madrid como el Teatro de la Zarzuela, Teatro Real, Teatro Apolo, Teatro Lara, Teatro de la Comedia y el Teatro Arriaga en Bilbao.Fue además bisnieto del pintor Roberto Laplaza y Muncig (1842-1930) y descendiente del astrónomo, físico y matemático francés Pierre-Simon Laplace, cuyo apellido fue posteriormente españolizado.  

## Premios y galardones
- Premio al mejor intérprete de Música Española del I Concurso Internacional de Canto (Río de Janeiro, julio de 1963)
- Premio Francisco Viñas de Barcelona (1964)
- Primer premio del Concurso Internacional de Canto de la Bayerischer Rundfunk (Múnich, 1965)[2]

## Discografía
- Katiuska (1967)
- La del manojo de rosas (1967)
- Luisa Fernanda (1967)
- Marina (1967)
- Pepita Jiménez (1967)
- Los gavilanes (1968)
- Alma de Dios (1969)
- La Gran Vía (1969)
- El puñao de rosas (1970)
- La canción del olvido (1970)
- La del Soto del Parral (1970)
- La reina mora (1970)
- Molinos de viento (1970)

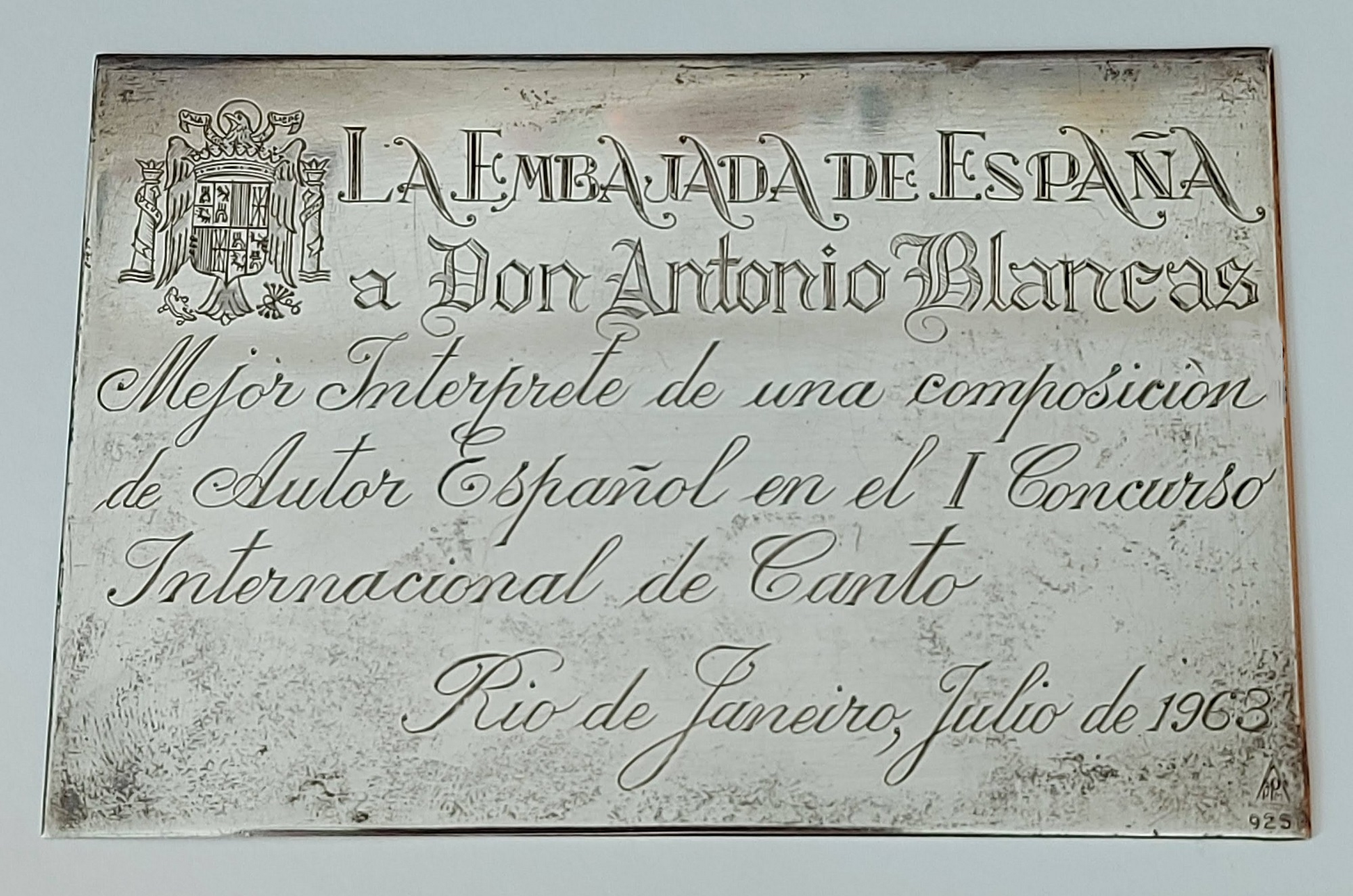
Mejor interprete de una composición de autor español en el I Concurso Internacional de Canto - Rio de Janeiro - Julio 1963

- Maruxa (grabación en directo, 1971)
- Me llaman la presumida (1972)
- La leyenda del beso (1973)
- Fernando Cortez (1974)
- La Dolorosa (1976)
- Curro Vargas (1984)
- La zapaterita (1989)
- Escenas de Zarzuela (1994)